# Johann Adam Kulmus
Johann Adam Kulmus (Breslau, 1689. március 23. – Danzig, 1745. május 30.) német orvos, anatómus, szakíró, gimnáziumi tanár. Korának leghaladóbb orvosai közé tartozott. 

## Élete
Pékmester fiaként született, korán árvaságra jutott. 1704 és 1706 között még fiatal gimnazistaként orvos bátyjánál élt, aki Danzigban praktizált. 
1711-től Halléban tanult orvostudományt és természettudományokat. Tanulmányait Frankfurtban, Lipcsében, Altorfban, Strasbourgban folytatta. Svájcban, a Bázeli Egyetemen szerezte meg doktori címét a De Harmonia morum et morborum disszertációjával.
Ezt követően Hollandiába utazott, és a Leideni Egyetemen Herman Boerhaave orvos, kémikus és botanikus tanítványa lett. Danzigba visszatérve orvosként működött. 1721-ben megnősült. Bár házassága gyermektelen maradt, aktívan részt vett unokahúga, Luise Adelgunde Victorie Gottsched nevelésében.  
1725-ben a danzigi akadémiai gimnáziumban az orvosi ismeretek és természettudományok tanára lett. Könyveiben és kisebb publikációiban kiállt az orvosképzés mellett, különösen a felcserek, sebészek, borbélyok, és a piacokon működő vándor gyógyítók képzése mellett, akik gyakran több kárt okoztak mint hasznot.
Előadásaiban kihangsúlyozta, hogy az orvosi gyakorlatot a természettudományok eredményeire kellene alapozni. Tekintélyének és számos publikációjának köszönhetően Danzig városi orvosává nevezték. 
Legjelentősebb, és egyben legismertebb, anatómiáról írt műve az Anatomische Tabellen, nebst dazugehörigen Anmerkungen und Kupfern, daraus des ganzen menschlichen Körpers Beschaffenheit und Nutzen deutlich zu ersehen. 
A könyv legalább 12 kiadást ért meg Danzigban, Lipcsében, Augsburgban, Amszterdamban. Német, latin, francia, olasz, holland és 1774-ben japán nyelven is kiadták. 
1722-ben a Leopoldina Német Természettudományos Akadémia, 1725-ben a Porosz Tudományos Akadémia tagjává választották.